# Der Glöckner von Notre Dame (1996)
Der Glöckner von Notre Dame (Originaltitel: The Hunchback of Notre Dame) erschien im Jahr 1996 und ist der 34. abendfüllende Zeichentrickfilm der Walt-Disney-Studios, frei nach dem gleichnamigen historischen Roman von Victor Hugo. Während die Grundrisse der Geschichte erhalten bleiben, unterscheidet sich der Film dennoch von der Vorlage.
Der Film war trotz einiger Bedenken, etwa zur Kindgerechtheit, ein Erfolg und erzielte in den USA an den Kinokassen Einnahmen in Höhe von 100 Millionen US-Dollar. Weltweit spielte der Film 325 Millionen US-Dollar ein und bekam 1997 eine Oscar-Nominierung in der Kategorie Beste Filmmusik.

## Handlung
Der Film beginnt mit dem Zigeuner Clopin, der einer Gruppe Kinder von Notre-Dame de Paris berichtet. Kurz darauf beschreibt er eine Szene mit verschiedenen Zigeunern – darunter eine Mutter und ihr Baby –, die versuchen, in Notre Dame Asyl zu bekommen. Doch sie werden vom Richter Claude Frollo abgefangen, der sie aufgrund seiner Abscheu gegenüber Zigeunern hartnäckig verfolgt. Er stößt die Frau von den Stufen Notre Dames – sie stirbt. Frollo registriert nun, dass ihr Bündel ein entstelltes Baby enthält, und will es im nahe gelegenen Brunnen loswerden. Der gerade kommende Erzdiakon verurteilt jedoch Frollo, das Kind im Namen der Kirche aufzuziehen. Frollo zögert zunächst, ist dann aber einverstanden und verkündet, dass das Kind in der Kathedrale aufwachsen und im Glockenturm wohnen wird, wo es niemand sehen kann. Er tauft das Kind Quasimodo.

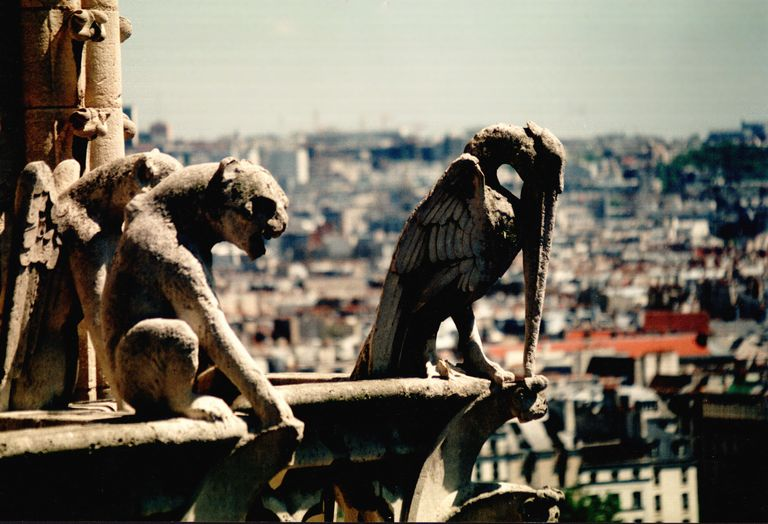
Die steinernen Chimären der Kathedrale werden in der Zeichentrickfilm-Handlung lebendig.

20 Jahre später kann es Quasimodo nicht länger im Turm aushalten. Er schmiedet Pläne, das jährliche Fest der Narren auf dem Marktplatz zu besuchen, wird dann aber von seinem Ziehvater Frollo zurechtgewiesen, dass er aufgrund seines Aussehens nicht unter normalen Menschen sein kann, da sie böse sind und ihn nur abstoßen würden. Genau das hat seine eigene Mutter getan. Angestachelt von seinen Freunden, den belebten Wasserspeiern (Gargoyles) Victor, Hugo und Laverne, geht Quasimodo doch auf das Fest und wird als derjenige mit dem hässlichsten Gesicht ausgewählt. Er wird daraufhin von der aufgebrachten Menge einer Tortur unterzogen, doch Esmeralda hilft ihm. Esmeralda zieht sich in die Kirche zurück, um einem Arrest zu entgehen, und bringt damit Frollo gegen sich auf. Er erklärt Esmeralda, dass sie sich nicht ewig in der Kirche verstecken könne, immerhin sei sie eine Zigeunerin. Esmeralda begibt sich daraufhin in den Glockenturm und trifft dort auf Quasimodo. Mit seiner Hilfe gelingt es ihr, über die Türme und Zinnen zu fliehen. In ihrer Dankbarkeit schenkt ihm Esmeralda eine gewebte Halskette. Quasimodo ist nun in Esmeralda unsterblich verliebt.
Doch nicht nur Quasimodo, sondern auch Frollo hat sich in Esmeralda verliebt. Doch da er gläubig ist, sieht er diese Liebe als Sünde und ist davon besessen, Esmeralda zu seiner Geliebten zu machen oder sie zu töten, wenn sie es ablehnt. Als Frollo erkennt, dass die Zigeunerin entkommen konnte, ist er außer sich. Frollo schwört, dass er ganz Paris niederbrennen wird, wenn es dazu beiträgt, sie zu finden. Er befiehlt Phoebus, dem Hauptmann der Stadtwache, das Haus eines Müllers und seiner Familie anzuzünden. Als er den Befehl verweigert, wird er von einem Pfeil niedergestreckt. Wieder ist Esmeralda die Retterin, die ihn sicher in Notre Dame verwahrt. Quasimodo verspricht, den verwundeten Phoebus nicht zu verraten, und ist gleichzeitig untröstlich über die offensichtliche Zuneigung der beiden füreinander.
Als Frollo erfährt, dass Quasimodo Esmeralda zur Flucht verholfen hat, stellt er ihn zu Rede. Er gibt vor zu wissen, wo der „Hof der Wunder“ sei, der Zufluchtsort der Zigeuner, und dass er vorhabe, die Zigeuner anzugreifen. Quasimodo will die Zigeuner warnen und erkennt, dass ihm die Halskette, die Esmeralda ihm geschenkt hatte, den Weg weisen wird. Zusammen mit Phoebus machen sie den Zufluchtsort ausfindig, jedoch stellt sich heraus, dass Frollo ihnen mit seinen Männern gefolgt ist. Da sich Esmeralda ihm nicht hingeben will, wird sie auf den Scheiterhaufen gestellt. Doch stellt Frollo Esmeralda vor die Wahl, seine Geliebte zu werden oder zu sterben. Esmeralda lehnt ab. Quasimodo soll die Hinrichtung vom Notre Dame aus in Ketten mit ansehen. Als Esmeralda dem Tod nahe ist, sammelt er all seine Kraft, sprengt die Ketten und rettet sie.
Mit Phoebus’ Hilfe befreit Quasimodo auch die anderen Zigeuner, und mit vereinten Kräften werden Frollos Soldaten besiegt. Frollo hat derweil das Tor zu Notre Dame aufgebrochen und bedroht Quasimodo mit einem Dolch, bereit, ihn zu töten. Ebenfalls sieht Frollo, wie sehr Quasimodo sich um Esmeralda sorgt, und äußert durch diesen Neid und gleichzeitig Hass, dass damals Quasimodos Mutter zu seinem Schutz ihr Leben geopfert hat. Bei dem Kampf stürzen beide von der Balkonbrüstung Notre Dames. Während Esmeralda Quasimodo in letzter Sekunde festhalten kann, rettet Frollo sich auf einen Wasserspeier. Als er sein Schwert zieht, um Esmeralda zu töten, bricht der Wasserspeier unter seinen Füßen weg. Phoebus rettet daraufhin Quasimodo, der als Held gefeiert wird und von nun an Akzeptanz und einen Platz bei den Menschen hat.

## Hintergrund

### Unterschiede zu Hugos Roman
Es wurde zum Beispiel die Figur des Quasimodo etwas umgeändert. Zwar hat er wie im Roman rote Haare, eine große Warze, die ein Auge fast völlig bedeckt, eine eckige Nase, einen gewaltigen Buckel und schiefe Beine, jedoch wurde vernachlässigt, dass er in der Vorlage vom vielen Glockenläuten gehörlos ist und deshalb fast nie spricht. Im Buch ist er außerdem ein Findelkind, während er im Film seiner Mutter von Frollo entrissen wird. Er ist in Esmeralda verliebt und mordet sogar für sie.
Esmeralda ist im Roman eine eher scheue und schüchterne Person, die nicht die Stärke der Figur von Disney hat. Sie ist besonders fromm und macht um Männer eher einen Bogen. Quasimodos Anblick kann sie nicht ertragen, weshalb der Glöckner es meidet, sich ihr zu zeigen. Seine Liebe bedeutet der Zigeunerin nichts: Sie träumt von ihrem schönen Soldaten Phoebus. Ihre Ziege Djali hat im Buch goldene Hörner und Hufe und macht seltsame Kunststücke.
Claude Frollo, der im Film seine Probleme mit dem Diakon hat, ist im Roman selbst der Diakon. Einerseits begehrt er Esmeralda und will sie besitzen, andererseits hasst er die Zigeunerin dafür, dass sie ihm nicht aus dem Kopf geht und sein Keuschheitsgelübde in Gefahr bringt.
Hauptmann Phoebus ist im Roman ein eleganter, bärtiger Soldat, der ein namenloses Pferd besitzt. Des Weiteren liebt er Esmeralda nicht wirklich, sondern säuselt ihr auswendig gelernte Liebesfloskeln vor. Er will sie nicht heiraten, sondern lediglich seinen Spaß mit ihr haben. Im Film ist Phoebus jedoch sehr treu, intelligent und hat seine Prinzipien. Er liebt Esmeralda von Herzen und möchte mit ihr zusammen sein. Sein Pferd heißt Achilles und hat seinen eigenen Charakter. Phoebus verabscheut das Vorgehen Frollos und wendet sich am Ende gegen ihn. Im Buch haben er und Frollo keine wirkliche Beziehung zueinander.
Tatsächlich werden Zigeuner, insbesondere der Anführer Clopin, deutlich positiver dargestellt als im Roman, wo sie eher einer Räuberbande oder finsteren Sekte ähnlich auftreten. Während Esmeralda Asyl in Notre Dame genießt, legt sich der Diakon sogar zu ihr ins Bett und berührt sie unzüchtig, bis er von Quasimodo hinausgeworfen wird.
Darüber hinaus behielten es sich die Macher vor, einige Figuren, die im Roman wichtige Rollen spielen, wegzulassen. So erfuhr der Kinobesucher zum Beispiel nichts von Pierre Gringoire, dem glücklosen Theaterschreiber, der durch Zufall den Hof der Wunder entdeckt und gehängt werden soll. Esmeralda rettet ihn, indem sie ihn heiratet, doch Pierre ist kein dankbarer Mensch. Am Ende des Romans, als Djali und Esmeralda getötet werden sollen, zieht er es vor, die Ziege zu retten.
Zudem wurde Je(h)an Frollo du Moulin, der kleine Bruder von Claude Frollo und ein aufmüpfiger Student, der niemals Geld hat, keine Feier auslässt und am Ende von Quasimodo getötet wird, vernachlässigt. Frollo war für seine Erziehung verantwortlich, nachdem die Eltern der beiden gestorben waren. Auch Fleur de Lys schaffte es nicht in den Film. Sie ist im Roman ein junges, hübsches, adeliges Mädchen, das mit Phoebus verlobt ist und ihn am Ende des Romans heiratet.
Disney hat einige Szenen aus dem Roman übernommen, sie aber in einen völlig anderen Zusammenhang gestellt. Ein Beispiel dafür ist die Szene, in der Esmeralda Phoebus und Quasimodo im Hof der Wunder das Leben rettet. Im Buch hilft sie stattdessen Gringoire. Außerdem soll Esmeralda im Film verbrannt werden, während die Vorlage einen Tod durch den Strick vorsieht. Quasimodo rettet sie, indem er sich ähnlich der Szene im Film mit einem Seil von der Kirche herabschwingt, sie bis auf das Kirchendach trägt und „Kirchenasyl!“ ruft.
Auch die Tortur Quasimodos während des Narrenfests gibt es im Buch so nicht. Dort wird er zum Auspeitschen am Pranger verurteilt, weil er Esmeralda entführt haben soll. Esmeralda rettet ihn nicht davor, gibt ihm aber nach der Tortur etwas zu trinken. Weiter stammt die Szene, in der Quasimodo geschmolzenes Blei vom Kirchendach nach unten fließen lässt, aus dem Roman. Allerdings macht er es dort, um eine Horde wütender Zigeuner aufzuhalten, die in die Kirche einbrechen wollen, um Esmeralda zu befreien. Der größte Unterschied zum Original ist, dass Quasimodo und Esmeralda am Ende überleben.

### Wissenswertes

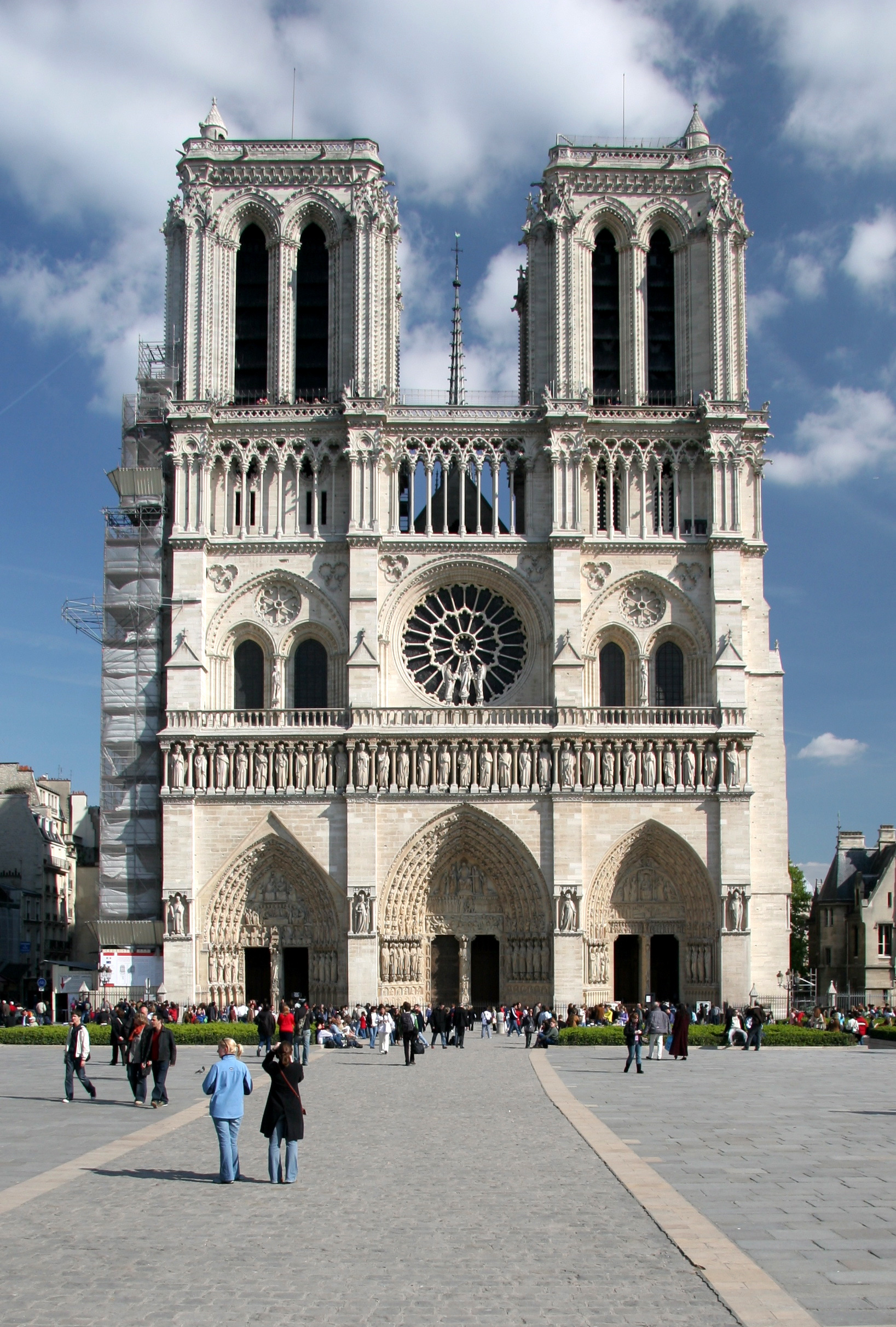
Kathedrale Notre-Dame de Paris

- Mary Wickes, die im Film den Wasserspeier Laverne spricht, starb an Krebs, bevor die Synchronarbeiten beendet werden konnten. Für sie sprang kurzfristig Jane Withers ein und übernahm die restlichen Aufnahmen.
- Die Namen der drei Wasserspeier Victor, Hugo und Laverne sind zum einen nach Victor Hugo, dem Autor der Romanvorlage, und zum anderen nach einer der drei Andrews Sisters benannt.
- In Japan wurde der Titel des Films in Die Glocken von Notre Dame (ノートルダムの鐘) umgeändert, weil das Wort „Hunchback“ (engl. für „Buckliger“, せむし男, semushi-otoko) als diskriminierend körperlich Beeinträchtigten gegenüber gesehen wurde. Gleichzeitig wurde es auf die Tabuwortliste des japanischen Fernsehens gesetzt.
- Für die VHS-Veröffentlichung in Australien wurden ungefähr zwei Minuten des Films herausgeschnitten, um die Altersfreigabe nach unten zu drücken. Gekürzt wurden Teile des Zusammentreffens von Frollo und Esmeralda in der Kathedrale und Passagen während des Songs Hellfire. Bei der DVD-Veröffentlichung war der Film jedoch wieder vollständig.

## Synchronisation
Die Synchronisation übernahm die Berliner Synchron. Frank Lenart schrieb das Dialogbuch sowie die Liedtexte und führte die Dialogregie, Andreas Hommelsheim leitete die musikalischen Aufnahmen.
| Rollen            | Originalsprecher                                | Deutsche Sprecher                                |
| Quasimodo         | Tom Hulce                                       | André Eisermann (Sprache) Hendrik Bruch (Gesang) |
| Esmeralda         | Demi Moore (Sprache) Heidi Mollenhauer (Gesang) | Carin C. Tietze (Sprache) Ute Lemper (Gesang)    |
| Claude Frollo     | Tony Jay                                        | Klausjürgen Wussow (Sprache & Gesang)            |
| Phoebus           | Kevin Kline                                     | Jürg Löw                                         |
| Clopin            | Paul Kandel                                     | Heinz Rennhack                                   |
| Erzdiakon         | David Ogden Stiers                              | Helmut Krauss                                    |
| Hugo              | Jason Alexander                                 | Hans-Rainer Müller (Sprache & Gesang)            |
| Laverne           | Mary Wickes                                     | Alice Franz                                      |
| Victor            | Charles Kimbrough                               | Peter Fricke                                     |
| Quasimodos Mutter | Mary Kay Bergman                                | Irina von Bentheim                               |
| alter Gefangener  | Gary Trousdale                                  | Gerry Wolff                                      |
| Heftiche          | Bill Fagerbakke                                 | Karl Schulz                                      |
| Patziche          | Corey Burton                                    | Jan Spitzer                                      |

## Kritiken
Richard Oehmann von Artechock sieht den Film eher mittelmäßig: „Auf die Originalhandlung haben die Autoren auch bedenkenlos gepfiffen, ein halbes Dutzend Lieder eingefügt, der Heldin einen respektableren Lover beiseite gestellt, als es selbst diese putzige Glöckner-Ausgabe hätte abgeben können, und ansonsten gesetzt auf Gaudi, Schmacht und Geschwindigkeit.“
Die Website Cineclub meint schlicht: „Ein weihnachtlicher Zeichentrickspaß in typischer guter Disney-Qualität.“

## Auszeichnungen
- 1997: ASCAP Award für Stephen Schwartz
- 1997: BMI Film Music Award für Alan Menken
- 1997: Artios für das Beste Sprechercasting eines animierten Films an Ruth Lambert
- 1997: Goldene Leinwand
- 1997: Golden Reel Award für den Besten Tonschnitt eines animierten Films
- 1997: Golden Reel Award für den Besten Tonschnitt eines animierten Musikfilms
- 1997: Golden Satellite Award für den Besten Film an Roy Conli und Don Hahn

## Fortsetzung
In Der Glöckner von Notre Dame 2 (2002) geht es in das Paris des 15. Jahrhunderts – in die Heimat Quasimodos. Die Pariser wollen ihr Fest der Liebe feiern, zu dem Quasimodo die Glocke La Fidèle läuten soll. Zeitgleich kommt ein Wanderzirkus in die Stadt, dessen Direktor die Glocke stehlen will, um sich zu bereichern. Um dies zu schaffen, setzt er Madleine auf Quasimodo an, um die Glocke zu stehlen und seinen Plan zu vollenden.

## Adaptionen
Der Film wurde in Deutschland als sehr viel dunklere Musical-Produktion Der Glöckner von Notre Dame adaptiert. Als Drehbuchautor und Regisseur fungierte James Lapine, produziert wurde das Stück von Disneys Theaterabteilung in Berlin. Vorgesehen als großer Anziehungspunkt für Touristen in Berlin war das Musical sehr erfolgreich und wurde von 1999 bis 2002 gespielt.
Vor kurzem wurde der Film für ABCs The Wonderful World of Disney mit realen Schauspielern eingeplant. Es wird außerdem in Erwägung gezogen, eine amerikanische Theaterproduktion am Broadway umzusetzen, an dem schon mehrere Disney-Adaptionen erfolgreich liefen.